# Naokazu Takemoto

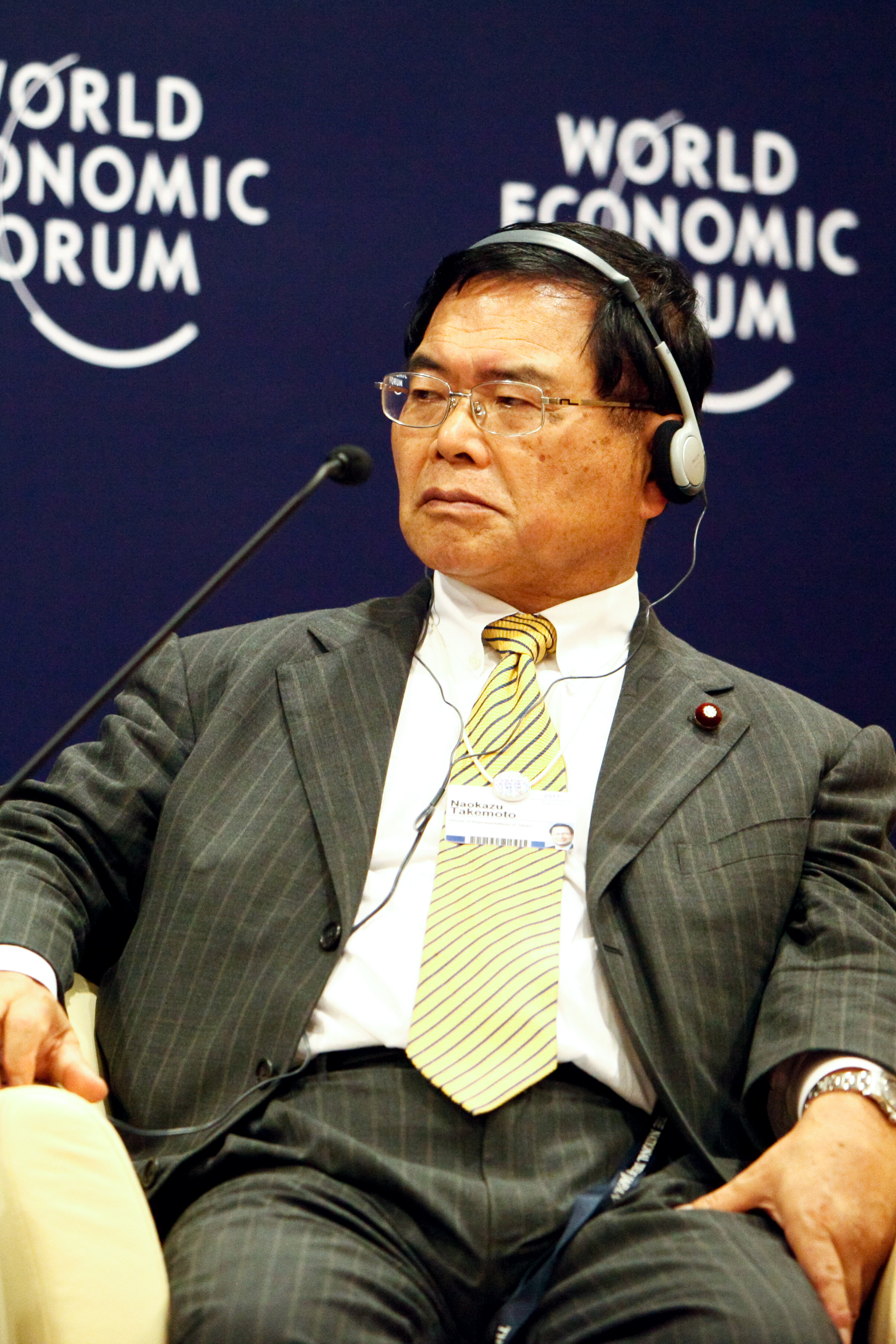
Naokazu Takemoto au World Economic Forum à Jakarta en Indonésie, le 13 juin 2011.

Pour les articles homonymes, voir Takemoto.
Naokazu Takemoto (竹本 直一, Takemoto Naokazu), né le 23 novembre 1940, est un homme politique japonais membre de la Chambre des représentants à la Diète (assemblée législative nationale) pour la quinzième circonscription d'Osaka ; il appartient au Parti libéral-démocrate. En septembre 2019, il est devenu ministre de la Science et des technologies.

## Carrière
Originaire du district de Minamikawachi, et diplômé de l'université de Kyoto, Takemoto a été élu pour la première fois en 1996. Il a commencé sa carrière en tant que fonctionnaire de l'ancienne Agence Foncière nationale (aujourd'hui Ministère du Territoire, des Infrastructures, des Transports et du Tourisme). Depuis son élection à la Diète, il a également servi en tant que Secrétaire parlementaire du ministre de l'Économie, du Commerce et de l'Industrie (dans le Cabinet Mori), Secrétaire parlementaire du ministre de la Santé, du Travail et de la protection sociale (dans le Cabinet Koizumi), et premier vice-ministre des Finances (Cabinet Koizumi).

### Covid-19
Le 24 décembre 2020, Naokazu Takemoto a été admis dans un hôpital après avoir été testé positif au Covid-19. Il avait été auparavant critiqué car, le 18 décembre, une rencontre de ses soutiens politiques avait été organisée dans un hôtel d'Osaka: 80 personnes y avaient participé alors que le gouvernement japonais recommandait alors de ne pas organiser de réunions de plus de 5 personnes afin de lutter contre la contagion.

## Opinions
Membre du lobby révisionniste Nippon Kaigi, Takemoto appartient à plusieurs groupes de droite au Parlement :
- Groupe de discussion parlementaire de la Nippon Kaigi (日本会議国会議員懇談会, Nippon kaigi kokkaigiin kondankai?) ;
- Conférence des parlementaires de l'Association Shinto de Leadership Spirituel (神道政治連盟国会議員懇談会, Shinto seiji renmei kokkaigiin kondankai?) ;

Takemoto a donné les réponses suivantes à un questionnaire soumis par le Mainichi Shinbun aux parlementaires en 2012:
- il est favorable à la révision de la Constitution ;
- en faveur du droit de légitime défense collective (révision de l'article 9) ;
- contre la réforme de l'Assemblée nationale (parlement monocaméral au lieu de bicaméral) ;
- en faveur de la réactivation de centrales nucléaires ;
- contre l'objectif "zéro énergie nucléaire" en 2030 ;
- pour la relocalisation de la base militaire Marine Corps Air Station de Futenma (Okinawa) ;
- non applicable : évaluation de l'achat des îles Senkaku par le gouvernement ;
- non applicable : une attitude forte par rapport à la Chine ;
- non applicable : la participation du Japon au Partenariat Trans-Pacifique ;
- contre l'arme nucléaire au Japon ;
- contre la réforme de la maison impériale qui permettrait aux femmes de conserver leur statut impérial, même après le mariage.

## Autres projets politiques
Takemoto défend l’idée de la construction d'un gazoduc reliant l'île de Sakhaline à la préfecture d'Ibaraki.
Il est également un défenseur militant de l'usage administratif des sceaux (hanko).